# Monada (teoria kategorii)
Monada (kategorii {\displaystyle {\mathcal {C}}}) – w teorii kategorii, trójka {\displaystyle (T,\eta ,\mu )} dla której {\displaystyle T\colon {\mathcal {C}}\to {\mathcal {C}}} jest pewnym funktorem (kowariantnym), a {\displaystyle \eta \colon 1_{\mathcal {C}}\to T} ({\displaystyle 1_{\mathcal {C}}} oznacza identyczność) i {\displaystyle \mu \colon T\circ T\to T} są takimi transformacjami naturalnymi że:
- {\displaystyle \mu \circ \mu T=\mu \circ T\mu }
- {\displaystyle \mu \circ \eta _{T}=1=\mu \circ T\eta .}

Na przykład jeżeli {\displaystyle (P,\leqslant )} jest porządkiem częściowym, monadą nad {\displaystyle P} jest monotoniczna funkcja {\displaystyle T\colon P\to P} taka, że {\displaystyle x\leqslant Tx} oraz {\displaystyle TTx\leqslant Tx} dla dowolnego {\displaystyle x\in P.} (Te dwie nierówności wyrażają typy transformacji {\displaystyle \eta } i {\displaystyle \mu .} Dzięki temu, że relacja {\displaystyle \leqslant } jest przechodnia, diagramy w definicji monady komutują.) Z powyższych zależności dla {\displaystyle T} wynika, że {\displaystyle Tx\leqslant TTx,} czyli {\displaystyle TT=T.} Funkcja {\displaystyle T} jest więc idempotentna i traktuje się ją zwykle jako operację domknięcia.